# Soziales Gedächtnis
Der Begriff soziales Gedächtnis beschreibt soziale Bezugnahmen auf Vergangenes. Dazu gehören neben Routinen, Praktiken oder bedeutsamen Objekten die unterschiedlichen Formen des Erinnerns, aber auch das Unterbleiben solcher Bezugnahmen im Sinne eines Vergessens in Gemeinschaften und Gesellschaften. Aufgrund dieser vielfältigen Ansatzpunkte und weil Vergangenheitsbezüge in unterschiedlichen Bereichen des Sozialen differieren, liegt es nahe, den Begriff im Plural – als soziale Gedächtnisse – zu verwenden.

## Soziales Gedächtnis als Metakonzept
Soziales Gedächtnis ist ein Metabegriff für eine Vielzahl unterschiedlicher sozial- und kulturwissenschaftlicher Gedächtnistheorien. Er grenzt sich einerseits vom kollektiven Gedächtnis ab, da er nicht nur die Vergangenheitsbezüge sozialer Gruppen erfasst, sondern alle Formen sozial vermittelter Vergangenheitsbezüge durch Praxis, Habitus, Biographien, Generationen, soziale Strukturen, soziale Systeme, gesellschaftliche Wissensvorräte oder Diskurse. Und er unterscheidet sich andererseits vom Begriffspaar kommunikatives Gedächtnis und kulturelles Gedächtnis, weil er auf eine Trennung entlang der Kommunikationsform mündlich/symbolisch verzichtet. Zudem erweist sich die Annahme eines übergreifenden kulturellen Gedächtnisses für die hochgradig differenzierten Gesellschaften der Moderne unter den Bedingungen von Globalisierung und Weltgesellschaft als schwierig.

## Soziale Gedächtnisse als Wissens- und Zeitgeneratoren
Gedächtnis wird dabei in Anlehnung an Maurice Halbwachs und Niklas Luhmann als stets gegenwärtiger Vorgang gefasst, der aktuellen Sinnvollzügen selektiv Formen, Muster, Typen, verarbeitete Erfahrungen oder Erwartungen zur Verfügung stellt und damit Wissen konstituiert. Das geschieht auf unterschiedlichen Ebenen des Sozialen in eigenlogischer Weise. Auch wenn individuelle Gedächtnisse stets am sozialen Gedächtnis teilhaben, lassen sich Ergebnis und Entwicklung der sozialen Gedächtnisprozesse nicht vollends auf diese einzelnen Gedächtnisleistungen zurückführen bzw. aus diesen erklären. In diesem Sinne sind die Vergangenheitsbezüge sozialer Gedächtnisse relativ autonom. Gleichwohl beeinflussen soziale Gedächtnisse die subjektive Wahrnehmung und stellen Individuen wie Kollektiven Orientierungswissen zur Bewältigung aktueller wie bevorstehender Situationen zur Verfügung. Soziale Gedächtnisse sind somit die maßgebende Instanz der Entwicklung des individuellen wie kollektiven Zeitbewusstseins – kurzum: Ohne soziale Gedächtnisse gibt es weder Zeit noch Wissen.

## Soziales Vergessen
Komplementärbegriff zum sozialen Gedächtnis ist das soziale Vergessen. Mit Vergessen wird jede Form des ausbleibenden oder unterlassenen Bezugs auf Vergangenes bezeichnet. Vergessen ist damit eine Nicht-Adressierung oder Nicht-Anwendung vorhandener Strukturmomente. Gedächtnis ist somit weder Speicher- noch Konservierungsinstanz, sondern ein strukturierter Selektionsmechanismus, der bestimmte Eindrücke pfadabhängig aufgreift oder ausblendet. Im Fortgang seiner Aktivität bildet es seine eigene Struktur permanent um. Das kann auch unbewusst erfolgen – man weiß dann gar nicht, dass man etwas vergessen hat. Sozial vergessen werden Wissensbestände, die, aus welchen Gründen auch immer, nachhaltig nicht adressiert und aktualisiert werden. Ursachen sozialen Vergessens sind zum Beispiel die strukturale Amnesie, die sich aus der permanenten Veränderung der Sprache ergibt oder gesellschaftlicher Wandel, in dessen Fortgang Gegenstände (Objekte, Werte, Normen) verblassen, für die keine Notwendigkeit mehr besteht. Während Gesellschaften von sich aus vergesslich sind, findet soziales Vergessen auch gezielt statt, indem bestimmte Wissensinhalte entweder kollektiv verdrängt und beschwiegen (Vergessenwollen) oder systematisch ausgeblendet (Vergessenmachen) werden. Das Auffinden und Zurückverfolgen von Spuren kann soziales Vergessen bewusst machen, wenn klar wird, dass man es mit etwas zu tun hat, dessen Sinn einmal existiert haben muss.

## Soziales Erinnern
Soziales Erinnern markiert  einen Ausnahmefall des sozialen Gedächtnisses. Erinnert wird nur das, was bewusst werden kann. Für soziales Erinnern gilt, dass man das Erinnerte symbolisch bzw. deklarativ vermitteln, also zum Beispiel erzählen oder sich im Sinne kognitiver Schemata vergegenwärtigen können muss. Erinnerung bezieht sich damit stets auf Erfahrung, die wiederum als kognitiv verarbeitetes Erlebnis verstanden werden kann. Erinnern kann nach Maurice Halbwachs nur unter den je gegenwärtigen gesellschaftlichen Rahmenbedingungen stattfinden, die durch soziale Gedächtnisse abgesteckt werden. Jedes Individuum wurde durch spezifische soziale Kontexte geprägt und verfügt über ein einzigartiges Arrangement an Erinnerungsmöglichkeiten; hinzu kommt, dass jede Situation, in die der oder die Einzelne gerät, aus seiner oder ihrer subjektiven Sicht bestimmte Erinnerungsstimuli nahelegt. Erinnern findet daher stets als bewusste Assoziation der aktuell wahrgenommenen Situation mit eigenen Erfahrungen statt. Diesen Zusammenhang kann man auch politisch nutzen, indem man bestimmte Erinnerungskontexte im Sinne von Erinnerungsorten schafft. Erinnerungs- oder Gedächtnispolitik bilden eine spezifische Spielart sozialer Gedächtnisaktivitäten mit Blick auf erinnerte Vergangenheit.